# Skogsskola
Skogsskola var en skolform som utbildade skogvaktare. Skogsskolorna startades under mitten av 1800-talet, då behovet av utbildade skogstjänstemän ökade i och med skogsbrukets och sågverksindustrins ökade ekonomiska betydelse för Sverige. De äldsta skogsskolorna var Bjurfors Skogsskola i Västmanland, Ombergs Skogsskola i Östergötland, Kolleberga Skogsskola i Skåne och Gammelkroppa skogsskola i Värmland. Skogsskolorna var statliga, med undantag av Gammelkroppa som drevs av en stiftelse. Under 1940- 1950-talen startades flera nya skogsskolor som till exempel Älvsbyns Skogsskola, Färna Skogsskola, Östads Skogsskola och Vallmotorp (i Floda, Södermanland).
Utbildningen vid skogsskolorna var inriktad mot skogsproduktion (skogsskötsel), skogsteknik och arbetsledning, virkeslära samt jakt- och viltvård. För att komma in på skogsskolan krävdes genomgången realskola eller folkhögskola samt flera års praktik inom skogsbruket. Dessutom skulle man genomgå en termins förberedande kurs, den s.k. kolarskolan. Utbildningen på skogsskolan var ettårig och skolorna var små, med c:a 20 elever per årskurs. I början av 1960-talet avvecklades de statliga skogsskolorna i och med att examenstiteln skogvaktare ändrades till skogstekniker och utbildningen utökades till tre terminer. Den nya skogsteknikerutbildningen lokaliserades till Skogsinstituten i Värnamo och Bispgården. Den privata Gammelkroppa skogsskola levde dock kvar som en fristående skogsskola och utbildar fortfarande skogstekniker. Skogvaktare och skogstekniker kunde vidareutbilda sig till skogsmästare vid Skogsmästarskolan i Skinnskatteberg.
Motsvarande skolform benämndes forstskola i Finland. 1957 fanns det fem stycken finskspråkiga skolor och en svenskspråkig skola.